# Kanada na Letnich Igrzyskach Olimpijskich 1924
Kanadę na Letnich Igrzyskach Olimpijskich 1924 w Paryżu reprezentowało 65 zawodników, składających się z samych mężczyzn. Był to 6. start reprezentacji Kanady na letnich igrzyskach olimpijskich.
Najmłodszym kanadyjskim zawodnikiem na tych igrzyskach był 17-letni kolarz, Joe Laporte, a najstarszym 48-letni strzelec, William Barnes. Chorążym reprezentacji był lekkoatleta, Hector Phillips.

## Zdobyte medale
| Medal    | Zawodnik | Dyscyplina    | Konkurencja                   | Data     |
| -------- | --- | ------------- | ----------------------------- | -------- |
| · Srebro | Archibald Black Colin Finlayson George MacKay William Wood                                                                     | · Wioślarstwo | Czwórka bez sternika mężczyzn | 17 lipca |
| · Srebro | Arthur Bell Ivor Campbell Robert Hunter William Langford Harold Little John Smith Warren Snyder Norman Taylor William Wallance | · Wioślarstwo | Ósemka mężczyzn               | 17 lipca |
| · Srebro | William Barnes George Beattie John Black James Montgomery Samuel Newton Samuel Vance                                           | · Strzelectwo | Trap, drużynowo               | 7 lipca  |
| · Brąz   | Douglas Lewis | · Boks        | Waga półśrednia mężczyzn      | 20 lipca |

## Skład kadry

### Boks
| Zawodnik         | Konkurencja     | 1/16                 | 1/8                  | Ćwierćfinał      | Półfinał         | Finał            | Finał   |
| Zawodnik         | Konkurencja     | Przeciwnik Wynik     | Przeciwnik Wynik     | Przeciwnik Wynik | Przeciwnik Wynik | Przeciwnik Wynik | Miejsce |
| ---------------- | --------------- | -------------------- | -------------------- | ---------------- | ---------------- | ---------------- | ------- |
| Jock MacGregor   | waga musza      |                      | Lorenzo Vitria W     | James McKenzie P | NIe awansował    | NIe awansował    | 5.      |
| Stephen Rennie   | waga musza      |                      | R. Nyffeler W        | Fidel LaBarba P  | NIe awansował    | NIe awansował    | 5.      |
| Mickey MacGowan  | waga piórkowa   | Livio Francecchini P | Nie awansował        | Nie awansował    | Nie awansował    | Nie awansował    | 17.     |
| Agnew Burlie     | waga piórkowa   | Joseph Salas P       | Nie awansował        | Nie awansował    | Nie awansował    | Nie awansował    | 17.     |
| Chris Graham     | waga lekka      | Liberto Corney W     | Ben Rothwell P       | Nie awansował    | Nie awansował    | Nie awansował    | 9.      |
| Douglas Lewis    | waga półśrednia | Edvard Hultgren W    | Giuseppe Oldani W    | Hugh Haggerty W  | Jean Delarge P   | Patrick Dwyer W  | brąz    |
| Leslie Black     | waga średnia    | Pierre Feidt W       | Adolphe Lefkowitch W | William Murphy W | John Elliott P   | Joseph Beeken P  | 4.      |
| Harry Henning    | waga średnia    |                      | Øivind Jensen P      | Nie awansował    | Nie awansował    | Nie awansował    | 9.      |
| Charley Belanger | waga półciężka  |                      | George Mulholland P  | Nie awansował    | Nie awansował    | Nie awansował    | 9.      |

### Kolarstwo

#### Kolarstwo szosowe
| Zawodnik       | Konkurencja                | Czas                 | Pozycja              |
| -------------- | -------------------------- | -------------------- | -------------------- |
| Joseph Laporte | jazda indywidualna na czas | 8:11:22,0            | 54.                  |
| Joseph Laporte | 50 km                      | Nie ukończył wyścigu | Nie ukończył wyścigu |

### Lekkoatletyka
Konkurencje biegowe
| Konkurencja                 | Zawodnik                                                     | Eliminacje      | Eliminacje      | Ćwierćfinał   | Ćwierćfinał   | Półfinał      | Półfinał      | Finał          | Finał          |
| Konkurencja                 | Zawodnik                                                     | Wynik           | Miejsce         | Wynik         | Miejsce       | Wynik         | Miejsce       | Wynik          | Miejsce        |
| --------------------------- | ------------------------------------------------------------ | --------------- | --------------- | ------------- | ------------- | ------------- | ------------- | -------------- | -------------- |
| 100 m                       | Cyril Coaffee                                                | 11,0            | 1.              | 10,8          | 1.            | 10,8          | 5.            | Nie awansował  | Nie awansował  |
| 100 m                       | Laurence Armstrong                                           | b.d             | 3.              | Nie awansował | Nie awansował | Nie awansował | Nie awansował | Nie awansował  | Nie awansował  |
| 100 m                       | George Hester                                                | 11,2            | 1.              | 10,7          | 2.            | 11,5          | 6.            | Nie awansował  | Nie awansował  |
| 100 m                       | Anthony Vince                                                | 11,4            | 2.              | b.d           | 6.            | Nie awansował | Nie awansował | Nie awansował  | Nie awansował  |
| 200 m                       | Cyril Coaffee                                                | b.d             | 2.              | b.d           | 2.            | 22,4          | 6.            | Nie awansował  | Nie awansował  |
| 200 m                       | Laurence Armstrong                                           | b.d             | 2.              | b.d           | 5.            | Nie awansował | Nie awansował | Nie awansował  | Nie awansował  |
| 200 m                       | Gordon Hester                                                | b.d             | 2.              | b.d           | 4.            | Nie awansował | Nie awansował | Nie awansował  | Nie awansował  |
| 200 m                       | John MacKechenneay                                           | 23,2            | 1.              | b.d           | 5.            | Nie awansował | Nie awansował | Nie awansował  | Nie awansował  |
| 400 m                       | Horace Aylwin                                                | 54,0            | 1.              | b.d           | 6.            | Nie awansował | Nie awansował | Nie awansował  | Nie awansował  |
| 400 m                       | William Fuller                                               | 51,5            | 3.              | Nie awansował | Nie awansował | Nie awansował | Nie awansował | Nie awansował  | Nie awansował  |
| 400 m                       | David Johnson                                                | 51,8            | 1.              | 49,3          | 3.            | 48,0          | 3.            | 48,8           | 4.             |
| 400 m                       | Alan Christie                                                | 50,5            | 2.              | 50,8          | 3.            | Nie awansował | Nie awansował | Nie awansował  | Nie awansował  |
| 800 m                       | Jack Harris                                                  | 2:01,6          | 3.              |               |               | b.d           | 6.            | Nie awansował  | Nie awansował  |
| 800 m                       | Tom McKay                                                    | 2:00,1          | 3.              |               |               | 1:58,5        | 8.            | Nie awansował  | Nie awansował  |
| 800 m                       | Hec Phillips                                                 | b.d             | 5.              |               |               | Nie awansował | Nie awansował | Nie awansował  | Nie awansował  |
| 1500 m                      | Rolph Barnes                                                 |                 |                 |               |               | 4:13,1        | 3.            | Nie awansował  | Nie awansował  |
| 5000 m                      | David McGill                                                 |                 |                 |               |               | b.d           | 7.            | Nie awansował  | Nie awansował  |
| 110 m przez płotki          | Warren Montabone                                             | b.d             | 4.              |               |               | Nie awansował | Nie awansował | Nie awansował  | Nie awansował  |
| 110 m przez płotki          | Sydney Pierce                                                | 16,2            | 3.              |               |               | Nie awansował | Nie awansował | Nie awansował  | Nie awansował  |
| 400 m przez płotki          | Philip MacDonald                                             | 56,8            | 3.              |               |               | Nie awansował | Nie awansował | Nie awansował  | Nie awansował  |
| 400 m przez płotki          | Warren Montabone                                             | 56,5            | 4.              |               |               | Nie awansował | Nie awansował | Nie awansował  | Nie awansował  |
| sztafeta 4 × 100 m mężczyzn | Laurence Armstrong Cyril Coaffee Gordon Hester Anthony Vince | 43,0            | 2.              |               |               | b.d           | 3.            | Nie awansowali | Nie awansowali |
| sztafeta 4 × 400 m mężczyzn | Horace Aylwin Alan Christie David Johnson William Maynes     | 3:34,5          | 2.              |               |               |               |               | 3:22,8         | 4.             |
| maraton                     | John Cuthbert                                                |                 |                 |               |               |               |               | 3:00:44,6      | 13.            |
| maraton                     | William mcAuley                                              |                 |                 |               |               |               |               | 3:02:05,4      | 14.            |
| chód na 10 km               | Eversleigh Freeman                                           | Dyskwalifikacja | Dyskwalifikacja |               |               |               |               | Nie awansował  | Nie awansował  |
| chód na 10 km               | Philip Granville                                             | b.d             | 8               |               |               |               |               | Nie awansował  | Nie awansował  |

Konkurencje techniczne
| Konkurencja    | Zawodnik         | Eliminacje | Eliminacje | Finał         | Finał         |
| Konkurencja    | Zawodnik         | Wynik      | Miejsce    | Wynik         | Miejsce       |
| -------------- | ---------------- | ---------- | ---------- | ------------- | ------------- |
| trójskok       | Philip MacDonald | 13,30      | 14.        | Nie awansował | Nie awansował |
| trójskok       | Ross Sheppard    | 12,72      | 16.        | Nie awansował | Nie awansował |
| skok wzwyż     | Jack Miller      | 1,65       | 22.        | Nie awansował | Nie awansował |
| skok o tyczce  | Victor Pickard   | 3,66       | 1.         | 3,80          | 5.            |
| skok o tyczce  | Irvine Francis   | 3,55       | 8.         | Nie awansował | Nie awansował |
| rzut młotem    | John Murdoch     | 42,48      | 8.         | Nie awansował | Nie awansował |
| rzut oszczepem | Victor Pickard   | 44,69      | 28.        | Nie awansował | Nie awansował |

### Pływanie
Mężczyźni
| Konkurencja     | Zawodnik       | Eliminacje | Eliminacje | Półfinał | Półfinał | Finał         | Finał         |
| Konkurencja     | Zawodnik       | Czas       | Miejsce    | Czas     | Miejsce  | Czas          | Miejsce       |
| --------------- | -------------- | ---------- | ---------- | -------- | -------- | ------------- | ------------- |
| 100 m dowolnym  | Clayton Bourne | 1:06,2     | 1.         | 1:06,0   | 5.       | Nie awansował | Nie awansował |
| 400 m dowolnym  | George Vernot  | 5:32,2     | 3.         | 5:38,0   | 4.       | Nie awansował | Nie awansował |
| 1500 m dowolnym | George Vernot  | 23:11,4    | 2.         | 23:02,4  | 5.       | Nie awansował | Nie awansował |

### Strzelectwo
| Konkurencja        | Zawodnik                                                                             | Finał | Finał   |
| Konkurencja        | Zawodnik                                                                             | Wynik | Pozycja |
| ------------------ | ------------------------------------------------------------------------------------ | ----- | ------- |
| trap indywidualnie | Samuel Vance                                                                         | 96    | 6.      |
| trap indywidualnie | James Montgomery                                                                     | 97    | 4.      |
| trap indywidualnie | George Beattie                                                                       | 96    | 6.      |
| trap drużynowo     | George Beattie John Black James Montgomery Samuel Vance William Barnes Samuel Newton | 363   | brąz    |

### Wioślarstwo
| Konkurencja          | Zawodnik | Półfinał | Półfinał | Repasaż       | Repasaż       | Finał         | Finał         | Pozycja       |
| Konkurencja          | Zawodnik | Czas     | M.       | Czas          | M.            | Czas          | M.            | Pozycja       |
| -------------------- | --- | -------- | -------- | ------------- | ------------- | ------------- | ------------- | ------------- |
| Jedynka              | Hilton Belyea | b.d      | 3.       | Nie awansował | Nie awansował | Nie awansował | Nie awansował | Nie awansował |
| Czwórka bez sternika | Archibald Black George MacKay Colin Finlayson William Wood                                                                    | 6:31,0   | 1.       |               |               | 7:18,0        | 2.            | srebro        |
| ósemka               | Arthur Bell Ivor Campbell Robert Hunter William Langford Harold Little John Smith Warren Snyder Norman Taylor William Wallace | b.d      | 2.       | 6:37,0        | 1.            | 6:49,0        | 2.            | srebro        |

### Zapasy
| Konkurencja                | Zawodnik          | 1/16 finału      | 1/8 finału           | Ćwierćfinał      | Półfinał                        | Finał            | Miejsce       |
| Konkurencja                | Zawodnik          | Przeciwnik Wynik | Przeciwnik Wynik     | Przeciwnik Wynik | Przeciwnik Wynik                | Przeciwnik Wynik | Miejsce       |
| -------------------------- | ----------------- | ---------------- | -------------------- | ---------------- | ------------------------------- | ---------------- | ------------- |
| styl wolny waga kogucia    | Jim Trifunov      | Harold Sansum p  | Nie awansował        | Nie awansował    | Nie awansował                   | Nie awansował    | Nie awansował |
| styl wolny waga piórkowa   | Cliff Chilcott    |                  | Fernando Cavallini W | Claude Angelo W  | Robin Reed p Katsutoshi Naitō P | Nie awansował    | Nie awansował |
| styl wolny waga lekka      | Walter Montgomery |                  | Russell Vis p        | Nie awansował    | Volmar Wikström p               | Nie awansował    | Nie awansował |
| styl wolny waga półśrednia | Donald Stockton   |                  |                      | Edgar Bacon W    | Guy Lookabough p Otto Müller P  | Nie awansował    | Nie awansował |
| styl wolny waga półciężka  | George Rumpel     |                  | J. Baillot W         | John Spellman p  | Walter Wilson p                 | Nie awansował    | Nie awansował |

### Żeglarstwo
| Zawodnik       | Konkurencja        | Eliminacje | Eliminacje | Półfinały        | Półfinały         | Finałowa pozycja |
| Zawodnik       | Konkurencja        | Seria I    | Seria II   | Półfinały        | Półfinały         | Finałowa pozycja |
| Zawodnik       | Konkurencja        | Miejsce    | Miejsce    | Wyścig I miejsce | Wyścig II miejsce | Finałowa pozycja |
| -------------- | ------------------ | ---------- | ---------- | ---------------- | ----------------- | ---------------- |
| Norm Robertson | monotyp olimpijski | 7.         | 7.         | Nie awansował    | Nie awansował     | Nie awansował    |